# هانس برونکه
هانس برونکه (انگلیسی: Hans Brunke; ۱ اکتبر ۱۹۰۴ – ۶ مارس ۱۹۸۵) بازیکن فوتبال اهل آلمان بود.
از باشگاه‌هایی که در آن بازی کرده‌است می‌توان به اشاره کرد.
وی همچنین در تیم ملی فوتبال آلمان بازی کرده‌است.